# Playa de Ballota (Llanes)
La playa de Ballota es una playa del concejo de Llanes, Asturias. Se enmarca en las playas de la Costa Oriental de Asturias, también llamada Costa Verde Asturiana, España, y está considerada paisaje protegido, desde el punto de vista medioambiental (por su vegetación). Por este motivo está integrada, según información del Ministerios de Agricultura, Alimentación y Medio Ambiente, en el Paisaje Protegido de la Costa Oriental de Asturias.

## Descripción
La playa de Ballota presenta forma de concha con un islote litoral de anidación de gaviotas patiamarillas y de paíño europeo, situado enfrente mismo de la playa.
Se la considera una playa semiurbana por estar ubicada muy próxima a la parroquia de Cue, lo cual hace que tenga una gran afluencia de bañistas.
En los días de mucho oleaje se puede ver en acción el bufón situado próximo a la punta Ballota, que se conoce como bufón de Santa Clara. Cerca de la playa se encuentra el conocido mirador de La Boriza, que ofrece bellas vistas de la costa.
Tan solo cuenta con papeleras y servicio de limpieza, aunque durante el periodo estival cuenta con equipo de salvamento.